# فولتا كاتالونيا 1925
فولتا كاتالونيا 1925 (بالإسبانية: Volta a Cataluña 1925)‏ هو سباق دراجات هوائية، وهو الموسم رقم 7 من السباق، وأقيم خلال الفترة 21 مايو 1925، وحتى 24 مايو 1925.
فاز فيه بالمركز الأول  Mució Miquel ‏، وبالمركز الثاني  Jaime Janer ‏، وبالمركز الثالث  Teodor Monteys ‏.

## الفائزون
| الترتيب | الفائز          |
| ------- | --------------- |
| الفائز  | Muç Miquel ‏     |
| الثاني  | Jaume Janer ‏    |
| الثالث  | Teodor Monteys ‏ |